# Stor Nammats
Stor Nammats är en sjö i Arjeplogs kommun i Lappland och ingår i Skellefteälvens huvudavrinningsområde. Sjön har en area på 0,571 kvadratkilometer och ligger 442,1 meter över havet. Sjön avvattnas av vattendraget Nammatsbäcken.

## Delavrinningsområde
Stor Nammats ingår i det delavrinningsområde (734145-156849) som SMHI kallar för Utloppet av Stor Nammats. Medelhöjden är 449 meter över havet och ytan är 3,72 kvadratkilometer. Räknas de 5 avrinningsområdena uppströms in blir den ackumulerade arean 24,84 kvadratkilometer. Nammatsbäcken som avvattnar avrinningsområdet har biflödesordning 3, vilket innebär att vattnet flödar genom totalt 3 vattendrag innan det når havet efter 286 kilometer. Avrinningsområdet består mestadels av skog (83 procent). Avrinningsområdet har 0,62 kvadratkilometer vattenytor vilket ger det en sjöprocent på 16,8 procent.